# Piperonylbutoxid
Piperonylbutoxid (též piperonyl butoxid, PBO) je pesticidový synergista. Nemá sám o sobě pesticidní účinky. Je-li však přidán do insekticidních směsí, typicky do pyrethrinových, pyrethroidových nebo karbamátových insekticidů, jejich účinnost výrazně vzroste.
Piperonylbutoxid je účinný inhibitor cytochromu P450. Tato skupina enzymů účinkuje jako základní detoxifikační cesta pro mnoho pesticidů. Inhibicí této cesty se umožní dosažení vyšších nemetabolizovaných systémových koncentrací aktivního insekticidu v cílovém organismu po delší dobu.
Piperonylbutoxid je mírně stabilní[zdroj?] a je polosyntetickým derivátem safrolu.
Je diskutabilní, zda je látka pro člověka onkogenní, mutagenní nebo teratogenní. Akutní orální a dermální toxicita piperonylbutoxidu pro savce je nízká, je však toxický pro ryby a zesiluje toxické účinky rotenonu.